# Brunstorpskärret
Brunstorpskärret är ett naturreservat i Örebro kommun i Örebro län.
Området är naturskyddat sedan 1998 och är 10 hektar stort. Reservatet består av två extremrikkärr som omkring sig har beteshagar och barrblandskog.